# Financial District (Toronto)

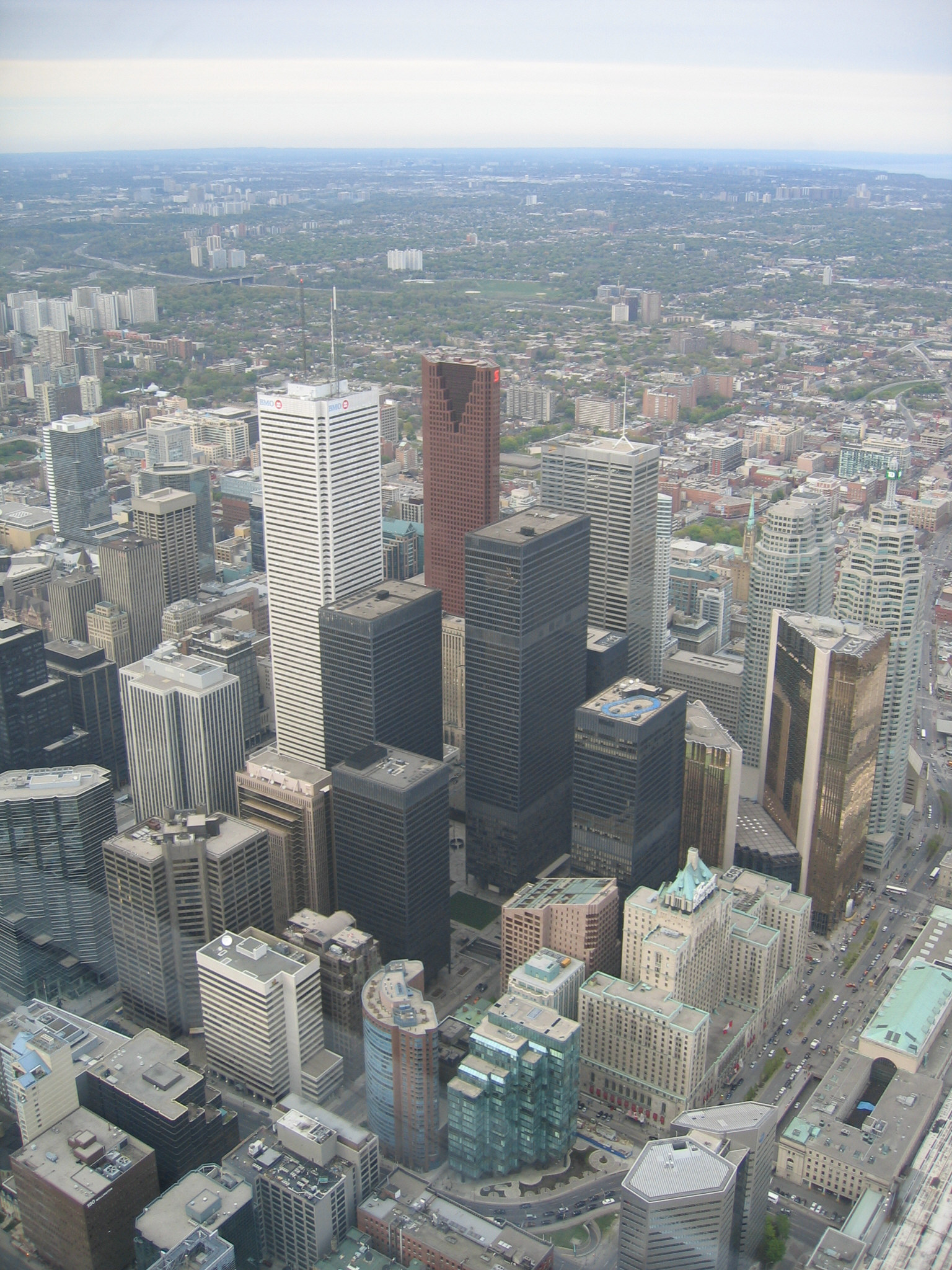
Widok centralnej części miasta z CN Tower

Financial District – jedna z dzielnic kanadyjskiego miasta Toronto, skupiająca większość najwyższych drapaczy chmur w mieście. Nazwa obejmuje całą dzielnicę, czasem jednak używa się także określenia Bay Street jako jej synonimu.
Przy powstawaniu dzielnicy przepisy ograniczały wysokość budynków, dopuszczały jednak odsprzedaż wolnej przestrzeni powyżej dachu - jeśli ktoś chiał postawić wyższy drapacz chmur mógł odkupić prawa od sąsiadów. Sąsiedzi z kolei mieli prawo zakwestionować projekty ze względu na obawę, że cień rzucany przez budynek zasłoni im światło słoneczne przez dłuższą część dnia. 
Większość biurowców jest ogrzewana parą dostarczaną rurociągami. W najbliższym czasie biurowce będą także chłodzone centralnie, wodą dostarczaną z dna jeziora Ontario, w którego głębinach panuje stała temperatura 4 °C. Ponadto, także w celach związanych z ochroną środowiska, w okresie przelotów ptaków wędrownych wygaszane są w nocy światła w budynkach, aby nie wprowadzać ptaków w błąd. 
Prawdziwy rozwój tej dzielnicy przypada na lata 60.-80., gdy wzniesiono większość obecnych budynków.

## Biurowce i obiekty
- PATH
- First Canadian Place
- Toronto Dominion Centre
- BCE Place
- Royal Bank Plaza
- Union Station
- Royal York
- Air Canada Centre
- Metro Toronto Convention Centre
- Design Exchange
- Commerce Court
- Scotia Plaza
- Dominion Bank